# Manius Acilius Aviola (Konsul 122)
Manius Acilius Aviola war ein Politiker und Senator in der römischen Kaiserzeit. Er gehörte der gens Acilia an. 122 bekleidete Acilius Aviola zusammen mit Lucius Corellius Neratius Pansa das Konsulat.